# Zvizda (arheološko nalazište)
Zvizda je arheološko nalazište pokraj Studenaca u općini Lovreć.

## Opis
Arheološki nalazište Zvizda nalazi se zapadno od lokalne ceste Studenci-Podgreda, kod izvora Zvizda. Radi se o srednjovjekovnom groblju sa stećcima koje nastaje tijekom 15. stoljeća na trima uzvisinama oko izvora. Na nalazištu Zvizda do danas je sačuvano tridesetak stećaka svih vrsta (sljemenjaci, sanduci, ploče) a repertoar ukrasnih motiva sličan je kao i na ostalim stećcima ovog područja (križevi, volute, polumjesec stilizirani ljudski likovi, prizori lova).

## Zaštita
Pod oznakom Z-5680 zavedena je kao nepokretno kulturno dobro - pojedinačno, pravna statusa zaštićena kulturnog dobra, klasificirano kao "arheološka baština".